# Wacław Osadnik
Wacław Michał Osadnik (ur. 4 września 1950 w Lublińcu) – kanadyjsko-polski profesor lingwistyki, literatury i przekładu, wykładowca akademicki.

## Życiorys
Jest profesorem zwyczajnym na Uniwersytecie Alberty w Edmonton (Zachodnia Kanada).
W 1973 ukończył studia slawistyczne (bułgarystykę i językoznawstwo południowosłowiańskie) na Uniwersytecie Jagiellońskim w Krakowie. Doktoryzował się na Uniwersytecie Śląskim z semiotyki kina. Studiował również historię sztuki i metodykę nauczania języka polskiego jako obcego.
Po ukończeniu studiów rozpoczął pracę jako asystent w Instytucie Filologii Angielskiej i Językoznawstwa Ogólnego Uniwersytetu Śląskiego w Katowicach. W latach 1977–1978 odbył roczną specjalizację w zakresie językoznawstwa słowiańskiego na Uniwersytecie Yale (USA). Doktorat z lingwistyki stosowanej i semiotyki obronił w 1981 (summa cum laude) i w latach 1986–1987 pełnił funkcję zastępcy dyrektora Instytutu Anglistyki Uniwersytetu Śląskiego. Wtedy też dołączył do zespołu slawistów z Polskiej Akademii Nauk w Warszawie pracujących nad polsko-bułgarską gramatyką kontrastywną. W 1987 wygrał konkurs na specjalizację podoktorancką w Instytucie Języka Francuskiego i Romanistyki na Uniwersytecie Queensland w Brisbane (Australia). Od 1989 do 1990 zajmował stanowisko badawcze na Uniwersytecie Kalifornijskim w Berkeley (USA). Po pobycie w Berkeley skorzystał z oferty pracy na Uniwersytecie Alberty w Edmonton.

## Dydaktyka
Na Uniwersytecie Alberty profesor Osadnik pełnił wiele funkcji administracyjnych, m.in. jest od wielu lat członkiem rady naukowej The Wirth Institute for Austrian and Central European Studies. Był też inicjatorem współpracy i wymiany naukowej z Uniwersytetem Śląskim w Katowicach oraz z Uniwersytetem Wrocławskim. Umowy o współpracy z tymi uniwersytetami pozwoliły na organizowanie wspólnych przedsięwzięć naukowych, takich jak wymianę kadry naukowej i studentów, wykładów gościnnych, organizowanie konferencji i publikowanie dorobku naukowego współpracujących ze sobą placówek.

## Działalność polonijna
Jest zaangażowany w pracę na rzecz Polonii w Kanadzie. W latach dziewięćdziesiątych był członkiem Zarządu Kongresu Polonii Kanadyjskiej Okręgu Alberty, a także dwukrotnym prezesem Towarzystwa Kultury Polskiej w Edmonton. Za jego prezesury Uniwersytet i Polonia gościli wybitnych polskich i polonijnych artystów, naukowców i polityków, którzy wzbogacili życie kulturalne Edmonton i program polonistyczny Uniwersytetu Alberty.

## Publikacje
Ma na swoim koncie wiele artykułów i publikacji książkowych oraz kierowanie pracami magisterskimi i doktorskimi. Szereg publikacji dotyczy fenomenologii języka, stosowania metod formalnych w lingwistyce i w badaniach nad sztuką (głównie filmową), a także historii, teorii i praktyki przekładu.
Książki:
- Lingwistyka i filmoznawstwo (2020).
- Teoria wielosystemowa i rodzaje ekwiwalencji w przekładzie (2010).

Teksty naukowe (artykuły oraz rozdziały w monografiach):
- „Film Studies in Post-War Poland: Tradition and Innovation” (razem z A. Helman, 2015).
- „Kazimierz Polański (1929–2009)” (2015).
- „On the Sign Character of the Representing Stratum in a Film as Work of Art” (1991).
- „On the Quasi-Intentional Nature of Represented Objects in a Film Work of Art” w: New Queries in Aesthetics and Metaphysics (razem z L. Plesnar, 1991).
- „Possible Worlds in Krzysztof Kieślowski’s Decalogue” (2007).
- „Sobre la naturaleza cuasi-lingüística de la comunicación fílmica” (1988).
- „Some Remarks on the Application of Ingarden’s Theory to Film Studies” w: Allegory Revisited (razem z A. Helman, L. Plesnar, E. Wilkiem, 1994).
- „Variations on central European theme: New cinema of central Europe as a part of our common cultural heritage” (razem z I. Sywenky, 2007).

Praca redakcyjna:
- Borderlines Studies in literature and film.
- Cultural and Linguistic Issues in Translation (razem z A. Adamowicz-Pośpiech, 2019).
- FORUM. Vol. 2: Studies in Film and Popular Culture.
- Historyczne oblicza przekładu (Nr 31). Seria: Studia o przekładzie.
- Przekład jako komunikat. Seria: Studia o przekładzie.
- Przekład – kolonizacja czy szansa? Seria: Studia o przekładzie.
- Wielcy tłumacze nr 33.